# John Whitehead (Theologe)
John Whitehead (bl. 1389–1415) war ein irischer Theologe.

## Leben und Wirken
Whitehead wurde in Irland geboren und studierte an der University of Oxford, wo er 1408 Doctor theologiae wurde. Am 12. September 1389 wurde Whitehead als Nachfolger des verstorbenen Thomas Braun in das Pfarramt oder als Rektor der Kirche in Stabannan (County Louth) eingeführt. Am 6. Dezember 1399 sah Heinrich IV. Whitehead auf eine Petition hin dessen Abwesenheit von Irland nach und gewährte ihm weiterhin Zuschüsse sowie eine Beurlaubung für ein weiteres Jahr. Whitehead wurde nochmals in den Jahren 1409 und 1413 freigestellt, so dass er unter anderem 1409 am Konzil von Pisa als Prokurator des Erzbischofs von Armagh, Nicholas Fleming, teilnahm. Whitehead war ein einflussreicher Mann, der sich durch Willensstärke und Zivilcourage auszeichnete. Bis 1415 war er Rektor von Stabannan. Ähnlich wie Henry Crumpe und Richard FitzRalph war er in mehrere Attacken gegen die Franziskaner beteiligt.

## Werke
- Determinacio in materia de mendicitate
- Determinacio de confessione et absolucione